# Fahrzeugkilometer
Fahrzeugkilometer (Fz-km, Fzkm) oder Wagenkilometer sind im Verkehr Maßgrößen der Fahr- oder Betriebsleistung. Ein Fahrzeugkilometer entspricht der Bewegung eines einzelnen Fahrzeugs über eine Entfernung von einem Kilometer.

## Fahrleistung
Die Fahrleistung (in der Einheit Fahrzeugkilometer) ist allgemein die unabhängig von der Auslastung zurückgelegte Wegstrecke eines Fahrzeuges. Sie kann etwa in der Verkehrsstatistik verwendet werden, um die Intensität der Verkehrswegenutzung zu bestimmen. Die Fahrleistung ist die auf Fahrzeuge bezogene Verkehrsleistung, also die von Fahrzeugen gefahrene Strecke in einer Zeitspanne. Sie kann auf ein spezielles Verkehrsmittel bezogen werden, etwa als Zugkilometer, Buskilometer oder Kfz-Kilometer.
Für Abrechnungszwecke werden im öffentlichen Personenverkehr die Nutz-Wagen- oder -Fahrzeugkilometer (Nkm) angegeben, die die Anzahl aller Fahrzeugkilometer abzüglich Leer- und Werkstattfahrten darstellen.

## Betriebsleistung
Die Betriebsleistung ist das Angebot im öffentlichen Verkehr, wohingegen die Verkehrsleistung oder Beförderungsleistung angibt, wie viele Personen tatsächlich transportiert werden (Nachfrage). Die Betriebsleistung ist das Produkt aus bewegten Verkehrseinheiten (wie Plätzen oder Zügen) und deren zurückgelegter Entfernung je Zeitspanne. Sie kann ebenfalls in Fahrzeugkilometern angegeben werden, alternativ z. B. auch in Platz-, Zug- oder Sitzplatzkilometern.